# Dicranella paludella
Dicranella paludella là một loài rêu trong họ Dicranaceae. Loài này được Besch. Dusén mô tả khoa học đầu tiên năm 1905.